# Gabriele Miller
Gabriele Miller (* 29. August 1923 in Winzingen, heute Kreis Göppingen; † 15. Juli 2010 in Rottenburg am Neckar) war eine deutsche römisch-katholische Theologin, Religionspädagogin und Frauenrechtsaktivistin. Bekannt wurde sie unter anderem durch ihr Auftreten für die Rechte der Frauen in Kirche und Universität. Miller verfasste eine Vielzahl von relevanten Schulwerken und Publikationen, durch die sie im deutschsprachigen Raum jahrelang religionspädagogische und theologische Diskussionen veranlasste.

## Familie und Kindheit
Gabriele Miller wurde in einer römisch-katholischen Familie geboren. Der Vater war Schulmeister, „der Gutmütigste Mensch“ – wie Miller selbst über ihn erwähnt. Die Mutter interessierte sich für Kunst und Literatur, war aber zugleich eine realistische und pragmatische Person.

## Studium
Miller begann 1942 mit dem Studium des Faches Philologie an der Universität Tübingen, wo sie wegen des Kriegshilfsdienstes nur zwei Semester bleiben konnte. 1945 wollte sie ihr Studium an der Universität Tübingen fortsetzen und diesmal interessierte sie sich für die katholische Theologie. Ihr Antrag wurde wegen des Kriegsdienstes abgelehnt. 1947 begann sie ihr Studium am Pädagogischen Institut in Reutlingen. Nach Abschluss der Dienstprüfung arbeitet sie als Lehrerin in Herlazhofen im Kreis Ravensburg. Erst im Jahr 1949 konnte sie ihre Studienpläne in Tübingen realisieren. Miller schloss das Studium der katholischen Theologie 1954 erfolgreich ab, und es wurde ihr nach dem Kampf um das Promotionsrecht für Frauen später als erster Frau auch der Ehrendoktortitel verliehen.

## Tätigkeit an der Universität Tübingen
Nach dem Abschluss des Studiums blieb Miller an der theologischen Fakultät der Universität Tübingen, wo sie zusammen mit Eleonore Beck zum Kreis um den Tübinger Alttestamentler Fridolin Stier gehörte. Miller und Beck waren unter anderem Mitarbeiter bei der Einheitsübersetzung. Miller war die erste Redakteurin der Internationalen Zeitschriftenschau für Bibelwissenschaft und Grenzgebiete. 1978 erhielt sie für ihre Verdienste die theologische Ehrendoktorwürde der Universität Tübingen.

## Praktisches Engagement
1990 wurde Gabriele Miller im Katholischen Deutschen Frauenbund zur ersten Geistlichen Beirätin der diözesanen Frauenkommission Rottenburg-Stuttgart gewählt. Von 1995 bis 2000 war sie Vorsitzende der diözesanen Frauenkommission. Zu Millers beruflicher Laufbahn zählten auch ihre Führungspositionen beim Deutschen Katecheten-Verein (1970–1983) und der Arbeitsgemeinschaft Katholischer Katechetikdozenten (1994–1996).

## Ehrungen
Am 17. Mai 2004 wurde Gabriele Miller von Bischof Gebhard Fürst mit dem päpstlichen Silvesterorden ausgezeichnet. Am 10. April 2006 erhielt sie das Bundesverdienstkreuz. Beim Festakt zur Verleihung des Bundesverdienstkreuzes würdigte Bischof Fürst Millers richtungsweisendes Wirken im konzeptionellen Bereich der Religionspädagogik und bezeichnete sie als „Dolmetscherin der Heiligen Schrift“.

## Werke (Auswahl)
- Was ist das Unverzichtbar-Christliche? Kösel : München 2003
- Das Neue Testament: [nach Joseph Franz von Allioli] / eingeführt, kommentiert und meditiert von Eleonore Beck und Gabriele Miller. Stuttgart: Verl. Kath. Bibelwerk, 2003
- Wahrheit ist biographisch. Mit Reinhold Boschki und Monika Scheidler. Schwabenverlag : Ostfildern 2000
- Aus frischen Quellen schöpfen. Butzon und Bercker, Kevelaer 2000
- Glaube in Bildern: 52 Entdeckungen zwischen Tauber und Bodensee. Ostfildern: Schwabenverlag, 1997
- Und alle Frauen tanzen mit: Gottesdienste von Frauen für Frauen (als Hrsg.). Ostfildern: Schwabenverlag, 1996
- Maria: vom Bodensee zum Taubergrund (mit Erich Legler; Alois Keck). Ostfildern bei Stuttgart: Schwabenverl., 1993
- Frauen und Gott: Gedanken und Gebete (mit Eleonore Beck). Kevelaer: Butzon und Bercker [u. a.], 1992
- Das Neue Testament übersetzt von Fridolin Stier. Aus d. Nachlaß herausgegeben von Eleonore Beck, Gabriele Miller und Eugen Sitarz. München: Kösel, 1989

## Sekundärliteratur
- Leidenschaft für die Welt. Gabriele Miller heute 80 Jahre alt/im Oktober Festakt. In: Schwäbisches Tagblatt, 29. August 2003.
- http://engagiert.de/fileadmin/Content_Engagiert/Dioezesen/2010/Dioezesen_10_10/DIOEZ_10_NORD_Rottenburg-Stuttgart.pdf